# Frédéric Meyrieu
Pour les articles homonymes, voir Meyrieu.
Frédéric Meyrieu, né le 9 février 1968 à La Seyne-sur-Mer, est un footballeur français.
Joueur gaucher, il est réputé pour son aisance dans les coups francs.

## Biographie
Frédéric Meyrieu commence sa carrière professionnelle avec l'Olympique de Marseille en 1984.
En mars 1985, il fait partie de l'équipe de France juniors A2, aux côtés d'Alain Roche et William Prunier.
En décembre 1996, Frédéric Meyrieu est écarté du RC Lens pour « manque de rendement ». Il doit s'exiler en Suisse pour retrouver ses sensations et rafler un doublé Coupe-Championnat avec le FC Sion.
Après une parenthèse suisse, Frédéric Meyrieu retrouve la France avec le FC Metz. Séduit par les ambitions du présidents Molinari, Joël Muller, l'entraîneur messin, trouve en lui son leader dans le jeu, mais également dans la vie du groupe. Dès le début de saison, ses coups de pattes, sa technique de gaucher et sa vision du jeu éclairent un collectif lorrain qui s'appuie aussi sur son expérience. À seize reprises, les Grenats occupent la pole position en Championnat. Lors de l'ultime journée, Meyrieu et son équipe l'emporte mais sont devancés à la différence de but par le RC Lens.
Après la descente en L2 du FC Metz en 2002, Frédéric Meyrieu quitte le monde du football professionnel.
Pour la saison 2008-2009, il signe un contrat avec l'Union athlétique valettoise.
En 2022, le magazine So Foot le classe dans le top 1000 des meilleurs joueurs du championnat de France, à la 284e place.

## Palmarès
- Champion de France en 1989 avec l'Olympique de Marseille
- Champion de Suisse en 1997 avec le FC Sion
- Vainqueur de la Coupe de France en 1989 avec l'Olympique de Marseille
- Vainqueur de la Coupe de Suisse en 1997 avec le FC Sion
- Vainqueur de la Coupe de la Ligue en 1994 avec le RC Lens
- Vice-champion de France en 1987 avec l'Olympique de Marseille, en 1990 avec Bordeaux et en 1998 avec le FC Metz
- Finaliste de la Coupe de la Ligue en 1999 avec le FC Metz
- Finaliste de la Coupe Intertoto en 1999 avec le FC Metz

## Statistiques
| Saison      | Club                     | Pays | Championnat | Championnat | Championnat | Coupe(s) Nationale(s) | Coupe(s) Nationale(s) | Coupe d’Europe | Coupe d’Europe | Coupe d’Europe | TOTAL  | TOTAL |
| Saison      | Club                     | Pays | Division    | Matchs      | Buts        | Matchs                | Buts                  | Coupe          | Matchs         | Buts           | Matchs | Buts  |
| ----------- | ------------------------ | ---- | ----------- | ----------- | ----------- | --------------------- | --------------------- | -------------- | -------------- | -------------- | ------ | ----- |
| 1984 - 1985 | Olympique de Marseille B |      | Division 3  | -           | -           | -                     | -                     | -              | -              | -              | 0      | 0     |
| 1985 - 1986 | Olympique de Marseille   |      | Division 1  | 6           | 1           | 3                     | 0                     | -              | -              | -              | 9      | 1     |
| 1986 - 1987 | Olympique de Marseille   |      | Division 1  | 11          | 1           | 6                     | 0                     | -              | -              | -              | 35     | 11    |
| 1987        | Olympique de Marseille   |      | Division 1  | 1           | 0           | 0                     | 0                     | -              | -              | -              | 1      | 0     |
| 1987 - 1988 | Le Havre AC              |      | Division 1  | 17          | 0           | 4                     | 0                     | -              | -              | -              | 21     | 0     |
| 1988 - 1989 | Olympique de Marseille   |      | Division 1  | 16          | 0           | 9                     | 0                     | -              | -              | -              | 25     | 0     |
| 1989 - 1990 | Girondins de Bordeaux    |      | Division 1  | 7           | 0           | 2                     | 0                     | -              | -              | -              | 9      | 0     |
| 1990 - 1991 | SC Toulon                |      | Division 1  | 28          | 2           | 3                     | 0                     | -              | -              | -              | 31     | 2     |
| 1991 - 1992 | SC Toulon                |      | Division 1  | 35          | 5           | 2                     | 0                     | -              | -              | -              | 37     | 5     |
| 1992 - 1993 | SC Toulon                |      | Division 1  | 32          | 7           | 1                     | 0                     | -              | -              | -              | 33     | 7     |
| 1993 - 1994 | RC de Lens               |      | Division 1  | 34          | 4           | 5                     | 1                     | -              | -              | -              | 39     | 5     |
| 1994 - 1995 | RC de Lens               |      | Division 1  | 35          | 6           | 4                     | 0                     | -              | -              | -              | 39     | 6     |
| 1995 - 1996 | RC de Lens               |      | Ligue 1     | 34          | 7           | 2                     | 0                     | C3             | 6              | 3              | 42     | 10    |
| 1996        | RC de Lens               |      | Division 1  | 21          | 2           | 0                     | 0                     | C3             | 2              | 0              | 23     | 2     |
| 1996 - 1997 | FC Sion                  |      | LNA         | 11          | 1           | 3                     | 0                     | -              | -              | -              | 14     | 1     |
| 1997 - 1998 | FC Metz                  |      | Division 1  | 32          | 5           | 6                     | 0                     | C3             | 4              | 1              | 42     | 6     |
| 1998 - 1999 | FC Metz                  |      | Division 1  | 29          | 3           | 8                     | 3                     | C1+C3          | 2+3            | 0+2            | 42     | 8     |
| 1999 - 2000 | FC Metz                  |      | Division 1  | 26          | 4           | 4                     | 0                     | CI             | 8              | 2              | 38     | 6     |
| 2000 - 2001 | FC Metz                  |      | Division 1  | 32          | 6           | 1                     | 0                     | -              | -              | -              | 33     | 6     |
| 2001 - 2002 | FC Metz                  |      | Division 1  | 26          | 2           | 2                     | 0                     | -              | -              | -              | 28     | 2     |
|             |                          |      | TOTAL       | 434         | 56          | 65                    | 4                     | -              | 25             | 8              | 524    | 68    |